# Ваньково (Нижегородская область)
Ваньково — посёлок в Пильнинском районе Нижегородской области России. Входит в состав городского поселения Рабочий посёлок Пильна.

## География
Посёлок находится на юго-востоке Нижегородской области, в пределах восточной части Приволжской возвышенности, в зоне хвойно-широколиственных лесов, на правом берегу реки Анда, на расстоянии приблизительно 3 км (по прямой) к юго-западу от Пильны, административного центра района.
Климат
Климат характеризуется как умеренно континентальный, умеренно влажный, с относительно тёплым летом и холодной малоснежной зимой. Среднегодовая температура — 3,4 °C. Средняя температура воздуха самого тёплого месяца (июля) — 18,8 °C (абсолютный максимум — 36 °C); самого холодного (января) — −12,4 °C (абсолютный минимум — −44 °C). Среднегодовое количество атмосферных осадков составляет 500—550 мм.
Часовой пояс
Посёлок Ваньково, как и вся Нижегородская область, находится в часовой зоне МСК (московское время). Смещение применяемого времени относительно UTC составляет +3:00.

## Население
| 2002 | 2010 | 2014 | 2016 | 2017 | 2018 | 2019 |
| ---- | ---- | ---- | ---- | ---- | ---- | ---- |
| 52   | ↗57  | ↘51  | ↘50  | ↘43  | ↗44  | ↘37  |
| 2020 | 2021 |      |      |      |      |      |
| ↘36  | ↘8   |      |      |      |      |      |

Национальный состав
Согласно результатам переписи 2002 года, в национальной структуре населения русские составляли 71 %.